# Ebrahim Sadeghi
Ebrahim Sadeghi, né le 4 février 1979 à Karaj en Iran est un footballeur iranien. Il évolue au poste de milieu de terrain au Saipa FC reconverti entraîneur.
Il compte quinze sélections pour un but marqué avec l'équipe d'Iran entre 2007 et 2008.